# 스테판 레코

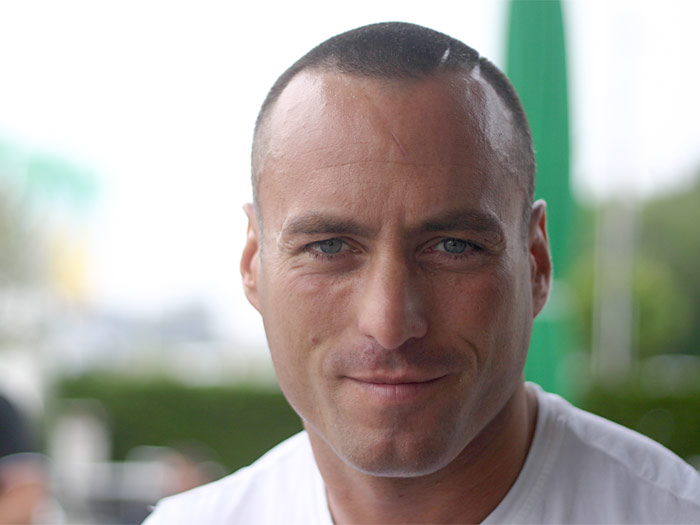

스테판 레코(1974년 6월 3일 ~ )는 킥복싱선수자 종합격투기선수다. 보스니아 출생이지만 키는 187cm 몸무게는 100kg로 헤비급에서는 체격이 작고 가벼운 편에 속한다. 그의 소속팀은 골든 글로리 짐에 소속해 있고 같은 소속팀의 선수라면 세미 슐트, 알리스타 오브레임 등이 있다. 주 베이스는 킥복싱이다. 1997년도에 데뷔하여 어네스트 후스트와 맞붙지만 패하고 만다. 하지만 뛰어난 기량과 스피드로 오랫동안 K-1에서 강자로 군림해 왔으며 피터 아츠, 레미 본야스키, 레이 세포 등의 강자들과도 싸워 승리를 거두었다. 2002년에는 종합격투기 무대인 프라이드 FC로 진출하나 그라운드에 대한 이해 부족으로 3연패의 늪에 빠지게 되고 2005년 11월 19일 다시 K-1으로 돌아오나 바다 하리, 루슬란 카라에프 등 후배 격투가들에게 연패를 당한다. 하지만 2006년에는 다시 기량을 회복해 K-1 WGP 8강에 들게 되고 다음 해인 2007년에는 코리안 킬러 마이티 모를 제압하나 2007년 9월 29일에는 작년 파이널 대회에서 부상을 입혔던 레미 본야스키에 패해 다시 한동안 주춤하게 된다.

## 전적

### 킥복싱 전적
| 96 시합 | (T)KO | 판정 | 그 밖 | 비김 | 무효 |
| 65 승   | 36    | 29   | 0     | 1    | 1    |
| 29 패   | 12    | 17   | 0     | 1    | 1    |

| 경기일자         | 상대                | 결과 | 내용        | 대회                              |
| ---------------- | ------------------- | ---- | ----------- | --------------------------------- |
| 2009년 11월 15일 | 칼 그릿친스키       |      |             | Glory 'A decade of fights'        |
| 2009년 10월 17일 | 안데르송 시우바     | 패   | 2R TKO      | Glory 'A decade of fights'        |
| 2009년 7월 3일   | 미르네스 이마모비치 | 승   | 2R TKO      | K-1 Collizion 2009 Sarajevo       |
| 2009년 5월 16일  | 멜빈 맨호프         | 패   | 3R TKO      | It's showtime                     |
| 2009년 3월 21일  | 라울 칸티나스       | 패   | 1R KO       | K-1 Collizion 2009 Croatia        |
| 2008년 12월 20일 | 프레디 케마요       | 패   | 3R 판정     | K-1 Fighting Network Prague 2008  |
| 2008년 11월 22일 | 다니엘 솔티시아크   | 승   | 3R 판정     | K-1 월드 GP 2008 in 리가          |
| 2008년 8월 9일   | 주니어 수아         | 승   | 2R KO       | K-1 월드 GP 2008 in hawaii        |
| 2008년 1월 12일  | 자버스              | 승   | 1R KO       | Lord of ring                      |
| 2007년 9월 29일  | 레미 본야스키       | 패   | 1R KO       | K-1 월드 GP 2007 final 16         |
| 2007년 8월 12일  | 시알라모 실리가     | 승   | 3R 판정     | K-1 월드 GP 2007 in Las Vegas     |
| 2007년 5월 4일   | 카탈린 모로사누     | 승   | 3R 판정     | K-1 fighting network romania 2007 |
| 2007년 3월 10일  | 마고메드 마고메도프 | 패   | 4R 연장판정 | K-1 fighting network Croatia 2007 |
| 2006년 12월 2일  | 레미 본야스키       | 패   | 3R 판정     | K-1 월드 GP 2006 final            |
| 2006년 9월 30일  | 레이 세포           | 승   | 4R 연장판정 | K-1 월드 GP 2006 final 16         |
| 2006년 8월 13일  | 마이클 맥도날드     | 승   | 2R 기권     | K-1 월드 GP 2006 in Las Vegas     |
| 2006년 8월 13일  | 카터 윌리암스       | 승   | 1R KO       | K-1 월드 GP 2006 in Las Vegas     |
| 2006년 8월 13일  | 스캇 라이티         | 승   | 3R KO       | K-1 월드 GP 2006 in Las Vegas     |
| 2006년 4월 30일  | 루슬란 카라에프     | 패   | 3R 판정     | K-1 월드 GP 2006 in Las Vegas     |
| 2005년 11월 19일 | 바다 하리           | 패   | 2R KO       | K-1 월드 GP 2005 final            |

### 종합격투기 전적
| 프로 종합격투기 전적 | 프로 종합격투기 전적 | 프로 종합격투기 전적 | 프로 종합격투기 전적 | 프로 종합격투기 전적 | 프로 종합격투기 전적 | 프로 종합격투기 전적 | 프로 종합격투기 전적 |
| -------------------- | -------------------- | -------------------- | -------------------- | -------------------- | -------------------- | -------------------- | -------------------- |
| 3 시합               | (T)KO                | 항복                 | 판정                 | 실격                 | 그 밖                | 비김                 | 무효                 |
| 0 승                 | 0                    | 0                    | 0                    | 0                    | 0                    | 0                    | 0                    |
| 3 패                 | 1                    | 2                    | 0                    | 0                    | 0                    | 0                    | 0                    |